# Operation Fortune (Film)
Operation Fortune ist eine Actionkomödie von Guy Ritchie mit Jason Statham in der Titelrolle. Der satirische Agentenfilm startete am 5. Januar 2023 in den österreichischen und deutschen Kinos.

## Handlung
Einer Bande ukrainischer Gangster gelingt es, das Gerät „The Handle“ zu stehlen, dessen Wert auf Milliarden geschätzt wird. Die britische Regierung beauftragt Nathan Jasmine, es zurückzuholen, bevor Waffenhändler Greg Simmonds es verkauft. Nathan engagiert den Superspion Orson Fortune und ein Team, darunter Sarah Fidel und JJ Davies. In Madrid suchen sie nach dem Kurier mit den Daten des Handles, doch Rivale Mike stört ihre Pläne. Sarah gelingt es, die Daten zu kopieren. Als Simmonds eine Gala in Cannes plant, erpresst das Team den Filmstar Danny Francesco, um sich dort einzuschleichen.
Simmonds lädt Danny und Sarah (als seine Freundin) in seine Villa in Antalya ein. Orson infiltriert ein ukrainisches Mafiahaus und hilft Sarah, ihre Computer zu hacken. Die britische Regierung warnt Nathan, dass der Handle eine KI ist, die jedes Sicherheitssystem überwinden kann. Als der Austausch in Antalya stattfinden soll, reist das Team dorthin. Während Orson als Simmonds Anwalt verkleidet den Deal abschließt, greift Mike ein, stiehlt den Handle und tötet fast alle Anwesenden. Mike wird abtrünnig, und Simmonds hilft dem Team, da ihm die Provision entgeht.
Simmonds enthüllt, dass die Käufer Trent und Arnold einen Finanzkollaps planen. Orson und JJ überwinden die Sicherheitsvorkehrungen, während Simmonds und Danny den Turm betreten, wo Mike den Deal abschließt. Simmonds entkommt mit Danny. Orson konfrontiert Mike und holt den Handle zurück. Später lehnt das Team einen neuen Job ab und geht in den Urlaub. Orson nutzt den Raubgewinn, um Dannys Film über die Ereignisse zu finanzieren, mit Danny als Simmonds und Simmonds als Produzent.

## Produktion
Die Dreharbeiten begannen im Januar 2021. Gedreht wurde unter anderem in Antalya, Farnborough und Katar. Der Arbeitstitel des Films hieß Five Eyes.
Der von Miramax produzierte Film wird von STXfilms vertrieben.
Der Film sollte ursprünglich am 17. März 2022 veröffentlicht werden, jedoch wurde er Ende Februar 2022 vom Veröffentlichungskalender genommen und startete erst Anfang 2023.

## Kritik
Das Lexikon des Internationalen Films vergab dem Film drei von fünf möglichen Sternen und urteilte lobend: „Von einem gut aufgelegten Ensemble getragener, origineller und amüsanter Agenten-Actionfilm, der sich nicht allzu ernst nimmt. In dem keine Glaubwürdigkeit anstrebenden Spektakel gelingt eine überzeugende Balance zwischen atemberaubender Action und komödiantischem Wortwitz.“ Ähnlich positiv urteilte Bettina Peulecke bei NDR Kultur, Operation Fortune sei ein „kurzweiliger, unterhaltsamer Film mit Schauspielern, die offensichtlich Spaß bei der Arbeit haben“, und eine „kleine filmische Insel inmitten eines Meeres aus Blockbuster-Superhelden, Comic- oder Unterwasserwelt-Universen.“